# Droga wojewódzka nr 733
Droga wojewódzka nr 733 (DW733) – droga wojewódzka prowadząca z Podgóry do Skaryszewa. W całości biegnie na terenie województwa mazowieckiego.

## Zmiana w przebiegu drogi
Na podstawie "Uchwały nr 126/19 Sejmiku Województwa Mazowieckiego z dnia 10 września 2019 roku w sprawie pozbawienia kategorii dróg wojewódzkich niektórych dróg oraz odcinków dróg położonych na terenie województwa mazowieckiego", dotychczasowy odcinek drogi między Zakrzewem a Parznicami został pozbawiony kategorii drogi wojewódzkiej i zaliczony do kategorii drogi powiatowej. Uchwała weszła w życie 3 października 2019 roku, czyli 14 dni od dnia ogłoszenia w Dzienniku Urzędowym Województwa Mazowieckiego (19 września 2019 r.). Tym samym długość drogi zmniejszyła się z 61,3 km do 34,7 km.
Na podstawie "Uchwały nr 192/23 Sejmiku Województwa Mazowieckiego z dnia 21 listopada 2023 r. w sprawie pozbawienia kategorii dróg wojewódzkich niektórych dróg oraz odcinków dróg położonych na terenie województwa mazowieckiego", dotychczasowy odcinek drogi między Maliszowem a Skaryszewem został pozbawiony kategorii drogi wojewódzkiej i zaliczony do kategorii drogi powiatowej. Uchwała weszła w życie 15 grudnia 2023 roku, czyli po upływie 14 dni od dnia ogłoszenia w Dzienniku Urzędowym Województwa Mazowieckiego (30 listopad 2023 r.). Tym samym długość drogi zmniejszyła się z 34,7 km do 23,6 km.

## Miejscowości obecnie leżące przy trasie DW733
- Podgóra (DK12)
- Tczów
- Zakrzówek-Wieś
- Odechów
- Skaryszew (DK9)

## Miejscowości dawniej leżące przy trasie DW733 (do 15 grudnia 2023 r.)
- Chomentów-Puszcz
- Józefów
- Maliszów (DW744)

## Miejscowości dawniej leżące przy trasie DW733 (do 2 października 2019 r.)
- Parznice (DW744)
- Kowala
- Augustów
- Waliny
- Wolanów (DK12)
- Chruślice
- Golędzin
- Zakrzew (DW740)